# Lwówek Śląski
Lwówek Śląski (in tedesco Löwenberg in Schlesien) è un comune urbano-rurale polacco del distretto di Lwówek Śląski, nel voivodato della Bassa Slesia.
Ricopre una superficie di 240,37 km² e nel 2004 contava 18 300 abitanti.

## Amministrazione

### Gemellaggi
Il comune di Lwówek Śląski è gemellato con:
- Chrastava